# Ronny Scholz
Ronny Scholz (Forst, 24 aprile 1978) è un ex ciclista su strada tedesco.
Professionista dal 2001 al 2009, conta la vittoria di una Rund um die Nürnberger Altstadt.

## Carriera
I principali successi da professionista sono stati la Schynberg-Rundfahrt nel 2001, la Rheinland-Pfalz-Rundfahrt nel 2002, una tappa al Giro della Bassa Sassonia e una al Regio-Tour nel 2003 e la Rund um die Nürnberger Altstadt nel 2005. Ha partecipato a cinque edizioni del Tour de France, tre del Giro d'Italia e quattro campionati del mondo.

## Palmarès
- 2001

Classifica generale Schynberg-Rundfahrt
- 2002

Classifica generale Rheinland-Pfalz-Rundfahrt
- 2003

2ª tappa Giro della Bassa Sassonia (Goslar > Osterode am Harz)
2ª tappa, 2ª semitappa Regio-Tour (Mühlheim, cronometro)
- 2005

Rund um die Nürnberger Altstadt

### Altri successi
- 2008

City Night Rhede
- 2009

Criterium di Kleve

## Piazzamenti

### Grandi Giri
- Giro d'Italia

2003: ritirato (18ª tappa)
2006: ritirato (14ª tappa)
2009: ritirato (10ª tappa)
- Tour de France

2004: 53º
2005: 91º
2006: 96º
2007: 81º
2008: 93º

### Classiche monumento
- Milano-Sanremo

2002: 157º
- Liegi-Bastogne-Liegi

2008: 109º
- Giro di Lombardia

2007: 14º

### Competizioni mondiali
- Campionati del mondo

Valkenburg 1998 - In linea Under-23: 88º
Plouay 2000 - In linea Under-23: 49º
Hamilton 2003 - In linea Elite: ritirato
Verona 2004 - In linea Elite: ritirato
Salisburgo 2006 - In linea Elite: ritirato
Stoccarda 2007 - In linea Elite: ritirato